# Tomišelj
Tomišelj este o localitate din comuna Ig, Slovenia, cu o populație de 297 de locuitori.